# Arroz con coco

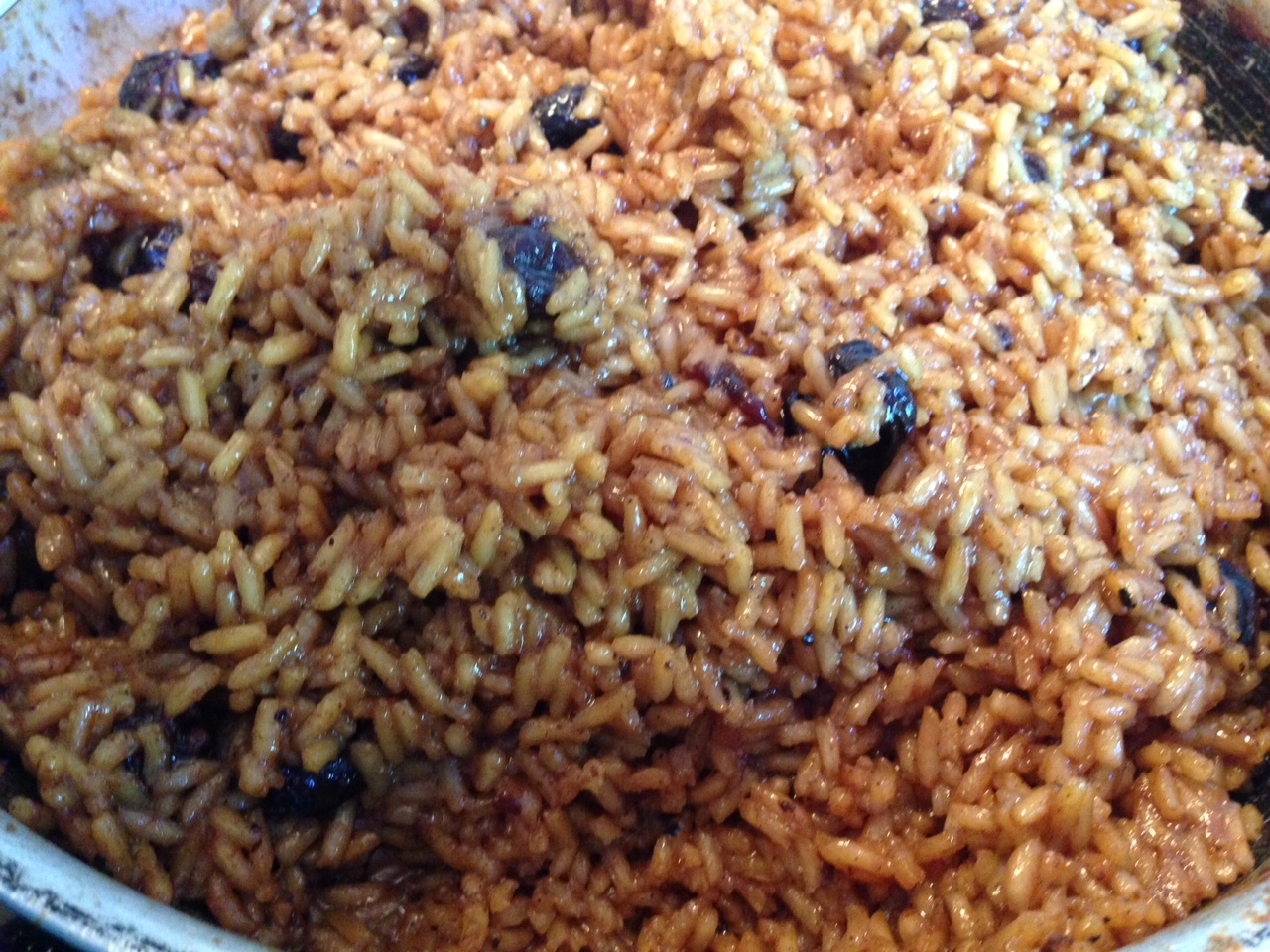
Arroz con coco costeño colombiano.

El arroz con coco o arroz de coco es una preparación de arroz blanco hervido en leche de coco y  hojuelas de coco. Debido a que el arroz y el coco son cultivados comúnmente en las zonas entre trópicos, es común que preparen este platillo muchas culturas alrededor del mundo localizadas desde el Sureste Asiático hasta el Caribe.

## Variantes regionales

### América Latina

#### Colombia

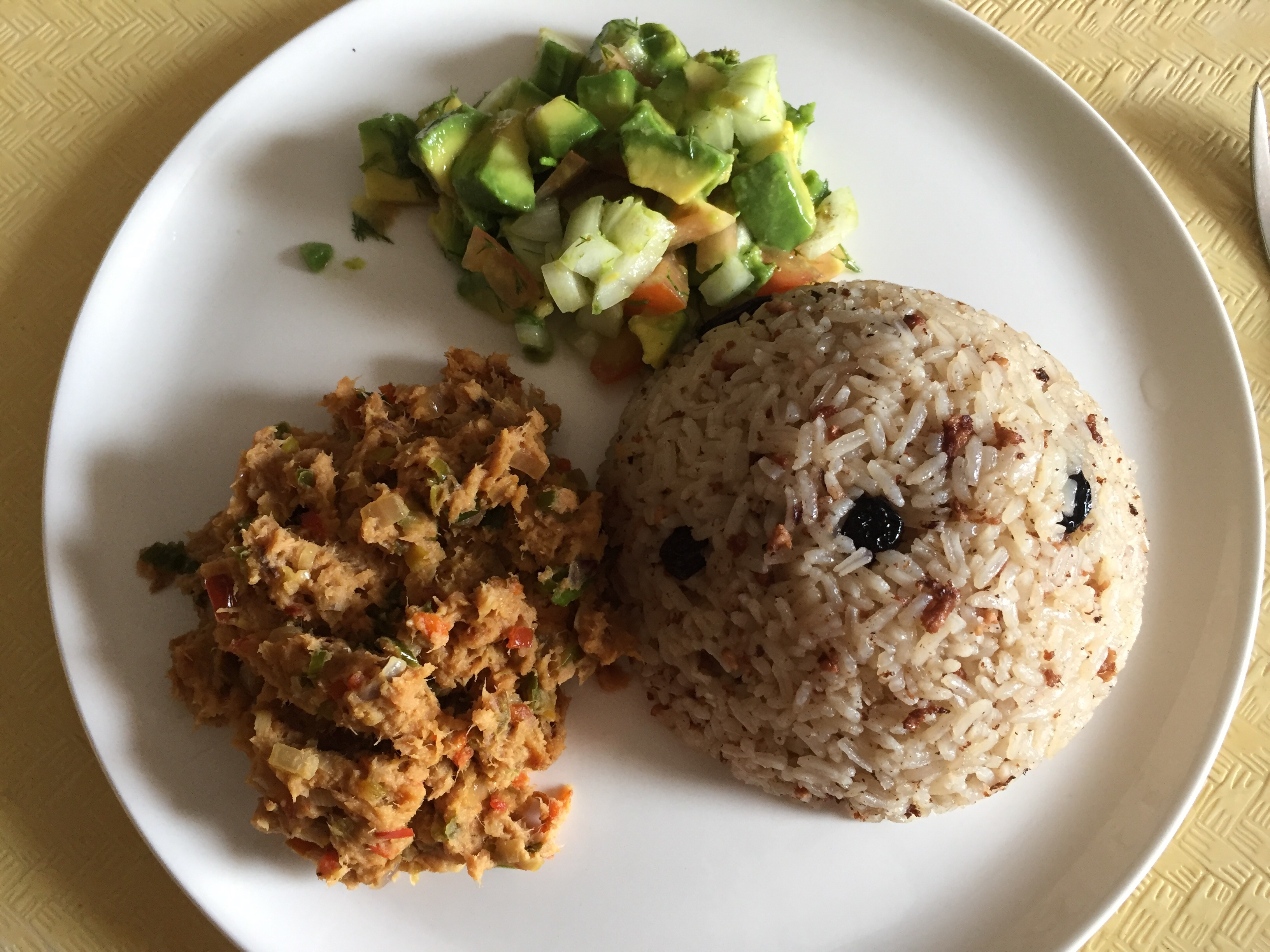
Arroz de coco con salpicón de pescado y ensalada de aguacate. Barranquilla, Colombia.

Es un plato típico de la Costa Caribe. Se puede cocinar de diversas maneras, con sal o endulzándolo con azúcar o panela. También se le puede agregar coca-cola y uvas pasas. Se suele acompañar con patacones, carne en posta, pescado y ensalada.

#### Panamá

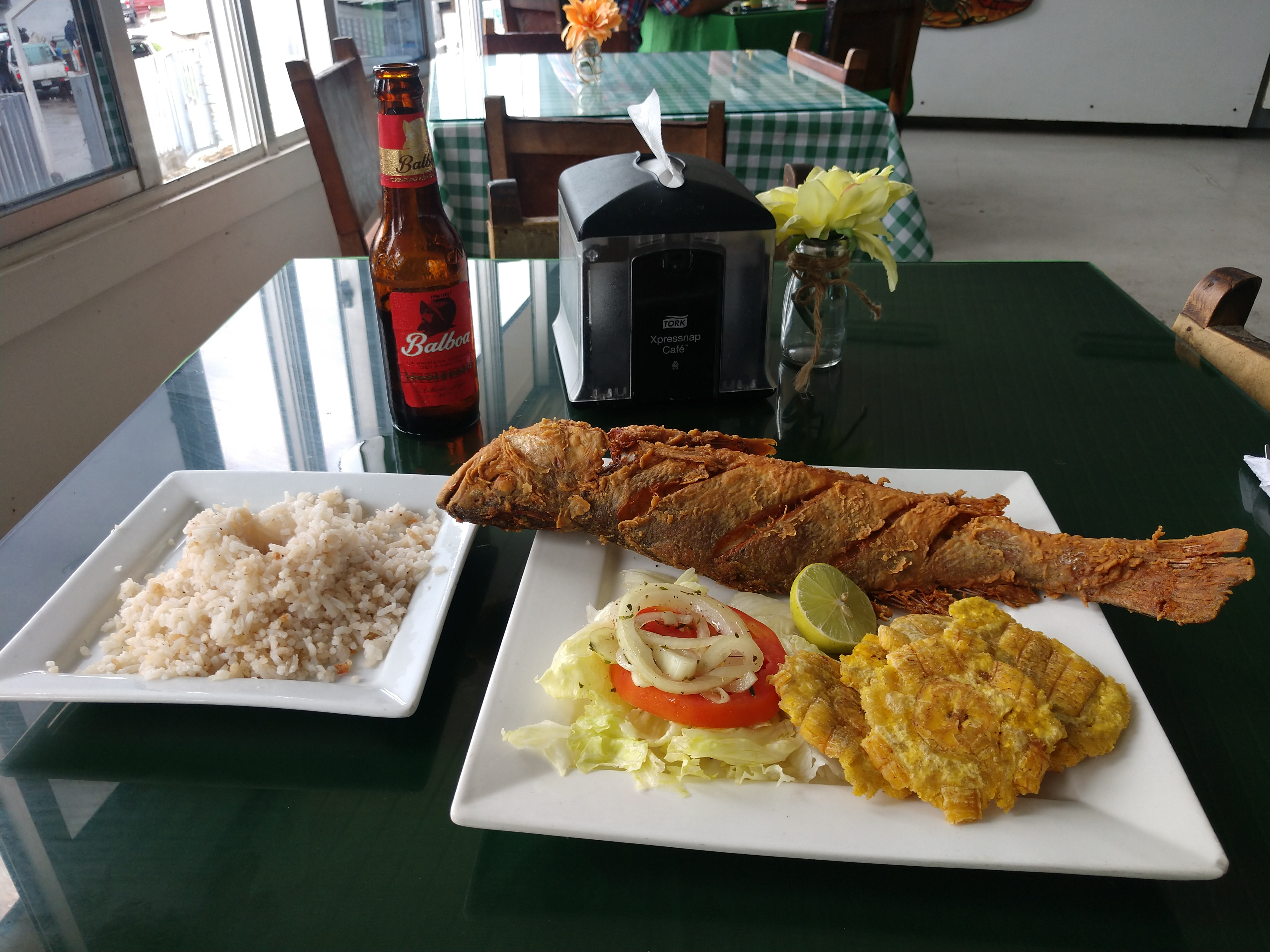
Arroz con coco, pescado frito y patacones servidos en Panamá.

Es un plato común en las provincias de la costa atlántica del país, principalmente en las provincias de Bocas del Toro y Colón, así como en la Ciudad de Panamá, en barrios como Río Abajo o El Chorrillo, con gran presencia de población afroantillana.   
Se prepara dulce o salado y en ocasiones mezclado con granos, siendo muy popular el arroz con coco y guandú.  

#### Puerto Rico
En Puerto Rico el arroz con coco se sirve con pescado. Otros ingredientes populares son los kumquats, las cebollas y el cilantro. También arroz con coco o arroz con dulce es un postre hecho con leche, leche de coco, crema de coco, uvas pasas, vainilla, ron, azúcar, jengibre y especias.

### Birmania
En la gastronomía de Birmania, ohn htamin (birmano: အုန်းထမင်း), como se llama el arroz cocinado con leche de coco, es un alimento básico ceremonial, a menudo consumido en lugar de arroz blanco. En la versión más básica de ohn htamin, el arroz se prepara con una base de leche de coco junto a chalotes fritos y sal. Ohn htamin se acompaña con curris sibyan al estilo birmano.

#### Indonesia
El arroz cocinado en leche de coco es muy común en la gastronomía indonesa, cada región ha desarrollado su propia versión. En Indonesia, el arroz con coco usualmente se hace con arroz blanco, leche de coco, jengibre, semilla de fenogreco, cedrón y hojas de pandano. La receta más común de arroz con coco en Indonesia es nasi uduk de Yakarta. Otras recetas son nasi gurih de Aceh y el javanés nasi liwet. Nasi kuning es arroz amarillo indonesio bastante similar al arroz de coco con adición de cúrcuma como agente colorante y saborizante. Otra receta de arroz de coco similar son los dumplings de arroz con textura más gruesa, tales como burasa de Makassar y lemang, popular en la cocina de Padang.

#### Malasia
La receta de arroz con coco más popular en Malasia es nasi lemak, y es considerado el plato nacional.

#### Tailandia
En la cocina tai, el arroz de coco dulce es muy popular como postre o como entremés. se hace con arroz glutinoso, leche de coco, azúcar, sal y agua, y se acompaña con rebanadas de mango maduro y una pizca adicional de crema de coco. Fuera de la temporada de mango, también se come con otras frutas o platos semidulces. Otros postres de coco populares son khao tom mat, en el cual un banano se cocina al vapor dentro de arroz pegajoso, envuelto en una hoja de banano, khao lam, donde la mezcla de arroz y leche de coco se cocina dentro de una sección de bambú, y khao niao kaeo, un postre muy dulce de arroz glutinoso, leche de coco, y grandes cantidades de azúcar, y a menudo de color rosado o verde.
En Tailandia el arroz de coco también se hace con arroz jazmín. Puede servirse con ensalada tai agria para balancear el dulce de la leche de coco y el azúcar.

### Indostán

#### India
En India, el arroz con coco (Tamil: தேங்காய் சாதம்) es famoso en las regiones del sur. Usualmente se hace con arroz basmati con suaves sabores de coco obtenidos de leche de coco, y servido comúnmente con curry. Se prepara con hojuelas de coco (o coco seco). Una forma de hacer este plato es preparar el arroz por separado (preferiblemente usando una variedad de arroz que es ligero y suave cuando se cocina) y luego uniéndolo con la mezcla de coco (hojuelas de coco tostadas en aceite de sésamo o de coco y condimentada con paprika, nueces, polvo u hojas de curry y otras especias).

### Sri Lanka
En Sri Lanka, el arroz con coco se conoce como "arroz de leche" o kiri bath. Es ampliamente servido en el país en ocasiones especiales. Se acompaña con lunumiris, un sambal de cebolla especiada, molida con ají rojo, cebollas, tomate, lima y sal con umbalakada (atún en lascas, ahumado y curado).